# Kissing
Kissing es un municipio del distrito de Aichach-Friedberg, en Baviera (Alemania). Está situado 10 km al sur de Augsburgo. La ciudad es, junto con Fucking en Austria, una de las más famosas, ya que se han recopilado muchos robos de carteles de la ciudad con el nombre de Kissing.

## Historia
Alrededor del siglo IV, existió en las cercanías de Kissing una colina de Thing, donde se celebraron asambleas hasta que esta desapareció a causa de las inundaciones del río Lech. 
La primera mención del municipio data de 1050, siendo citado con el nombre de Chissingin. Se trataba de un centro regional menor, cabeza de un tipo de jurisdicción denominada Hofmark.